# Coppa del Mondo maschile di pallavolo 1989
La Coppa del Mondo di pallavolo maschile 1989 è stata la sesta edizione della manifestazione, iniziata il 17 novembre e conclusasi il 26 novembre 1989 e tenutasi nelle città giapponesi di Tokyo, Osaka e Hiroshima. Il vincitore avrebbe ottenuto il diritto a partecipare alle successive Olimpiadi di Barcellona (1992).
La formula della competizione è stata quella del girone all'italiana, tutti contro tutti in partite di sola andata fra le 8 squadre partecipanti senza alcuna fase finale.

## Risultati
- Venerdì 17 novembre
  - Venue: Osaka

|                  |       |             |                                  |  |
| Cuba             | 3 – 0 | Brasile     | 16-14, 15-5, 15-9                |  |
| Unione Sovietica | 3 – 2 | Stati Uniti | 16-14, 5-15, 15-11, 4-15, 15-13  |  |
| Italia           | 3 – 0 | Camerun     | 15-2, 15-1, 15-4                 |  |
| Corea del Sud    | 3 – 2 | Giappone    | 11-15, 7-15, 15-12, 16-14, 17-15 |  |

- Sabato 18 novembre
  - Venue: Osaka

|          |       |                  |                    |  |
| Italia   | 3 – 0 | Unione Sovietica | 15-8, 15-12, 15-7  |  |
| Cuba     | 3 – 0 | Stati Uniti      | 15-8, 15-11, 15-12 |  |
| Brasile  | 3 – 0 | Corea del Sud    | 15-3, 15-5, 15-8   |  |
| Giappone | 3 – 0 | Camerun          | 15-4, 15-2, 15-1   |  |

- Domenica 19 novembre
  - Venue: Osaka

|                  |       |               |                                 |  |
| Cuba             | 3 – 2 | Italia        | 15-13, 13-15, 3-15, 15-4, 15-13 |  |
| Stati Uniti      | 3 – 1 | Corea del Sud | 15-6, 15-12, 13-15, 15-4        |  |
| Unione Sovietica | 3 – 0 | Camerun       | 15-6, 15-5, 15-2                |  |
| Giappone         | 3 – 1 | Brasile       | 15-4, 10-15, 15-3, 15-12        |  |

- Mercoledì 22 novembre
  - Venue: Hiroshima

|             |       |                  |                          |  |
| Italia      | 3 – 0 | Corea del Sud    | 15-11, 15-5, 15-7        |  |
| Cuba        | 3 – 1 | Unione Sovietica | 15-12, 15-8, 10-15, 15-4 |  |
| Brasile     | 3 – 0 | Camerun          | 15-6, 15-8, 15-7         |  |
| Stati Uniti | 3 – 1 | Giappone         | 8-15, 15-13, 15-7, 15-11 |  |

- Giovedì 23 novembre
  - Venue: Hiroshima

|                  |       |               |                                 |  |
| Cuba             | 3 – 0 | Camerun       | 15-9, 15-4, 15-4                |  |
| Brasile          | 3 – 2 | Stati Uniti   | 15-11, 13-15, 15-6, 6-15, 15-13 |  |
| Unione Sovietica | 3 – 1 | Corea del Sud | 16-14, 9-15, 15-1, 15-10        |  |
| Italia           | 3 – 0 | Giappone      | 15-11, 15-9, 15-8               |  |

- Sabato 25 novembre
  - Venue: Tokyo

|                  |       |               |                                  |  |
| Italia           | 3 – 2 | Brasile       | 15-8, 15-12, 11-15, 10-15, 17-16 |  |
| Stati Uniti      | 3 – 0 | Camerun       | 15-4, 15-3, 15-8                 |  |
| Cuba             | 3 – 0 | Corea del Sud | 15-10, 15-1, 15-9                |  |
| Unione Sovietica | 3 – 1 | Giappone      | 15-6, 12-15, 15-10, 15-6         |  |

- Domenica 26 novembre
  - Venue: Tokyo

|                  |       |             |                         |  |
| Corea del Sud    | 3 – 0 | Camerun     | 15-2, 15-5, 15-8        |  |
| Italia           | 3 – 0 | Stati Uniti | 15-7, 15-11, 15-6       |  |
| Unione Sovietica | 3 – 1 | Brasile     | 8-15, 15-9, 15-10, 15-3 |  |
| Cuba             | 3 – 0 | Giappone    | 15-7, 16-14, 15-3       |  |

## Classifica finale
|    | Squadra          | Punti | G | V | P | PV | PP | Ratio | SV | SP | Ratio |
| -- | ---------------- | ----- | - | - | - | -- | -- | ----- | -- | -- | ----- |
| 1. | Cuba             | 14    | 7 | 7 | 0 |    |    | 1.566 | 21 | 3  | 7.000 |
| 2. | Italia           | 13    | 7 | 6 | 1 |    |    | 1.496 | 20 | 5  | 4.000 |
| 3. | Unione Sovietica | 12    | 7 | 5 | 2 |    |    | 1.122 | 16 | 11 | 1.454 |
| 4. | Stati Uniti      | 10    | 7 | 3 | 4 |    |    | 1.104 | 13 | 12 | 1.000 |
| 5. | Brasile          | 10    | 7 | 3 | 4 |    |    | 1.00  | 13 | 14 | 0.928 |
| 6. | Giappone         | 9     | 7 | 2 | 5 |    |    | 0.994 | 10 | 16 | 0.625 |
| 7. | Corea del Sud    | 9     | 7 | 2 | 5 |    |    | 0.740 | 7  | 17 | 0.412 |
| 8. | Camerun          | 7     | 7 | 0 | 7 |    |    | 0.302 | 0  | 21 | 0.000 |

- Cuba qualificata ai Giochi Olimpici di Barcellona 1992.

| Campione Coppa del Mondo 1991 |
| ----------------------------- |
| Cuba 1º titolo                |